# (1743) Schmidt
(1743) Schmidt est un astéroïde de la ceinture principale.

## Description
(1743) Schmidt est un astéroïde de la ceinture principale nommé en l'honneur de Bernhard Schmidt. Il fut découvert le 24 septembre 1960 à l'Observatoire Palomar par Cornelis Johannes van Houten, Ingrid van Houten-Groeneveld et Tom Gehrels. Il présente une orbite caractérisée par un demi-grand axe de 2,47 UA, une excentricité de 0,13 et une inclinaison de 6,4° par rapport à l'écliptique.

## Compléments